# Матейки
Ма́тейки — село в Україні, у Луцькому районі Волинської області. Входить до складу Колківської селищної громади. Населення становить 580 осіб.

## Географія
Селом протікає річка Кормин.

## Історія
У 1906 році село Цуманської волості Луцького повіту Волинської губернії. Відстань від повітового міста 73 верст, від волості 23. Дворів 41, мешканців 312.
12 червня 2020 року, відповідно до розпорядження Кабінету Міністрів України № 708-р «Про визначення адміністративних центрів та затвердження територій територіальних громад Волинської області», село увійшло у склад Колківської селищної громади.
19 липня 2020 року, в результаті адміністративно-територіальної реформи та ліквідації  Маневицького району, село увійшло до складу новоутвореного Луцького району.

## Населення
Згідно з переписом УРСР 1989 року чисельність наявного населення села становила 575 осіб, з яких 286 чоловіків та 289 жінок.
За переписом населення України 2001 року в селі мешкало 579 осіб. 100 % населення вказало своєю рідною мовою українську мову.

## Освіта
- Загальноосвітня школа І-ІІ ступенів

## Відомі люди
- Демчук Василь Гервасійович — український військовик, учасник війни на сході України.